# Donax striatus
Donax striatus là một loài sò biển trong họ Donacidae, sinh sống ở biển Caribe.

## Hình ảnh

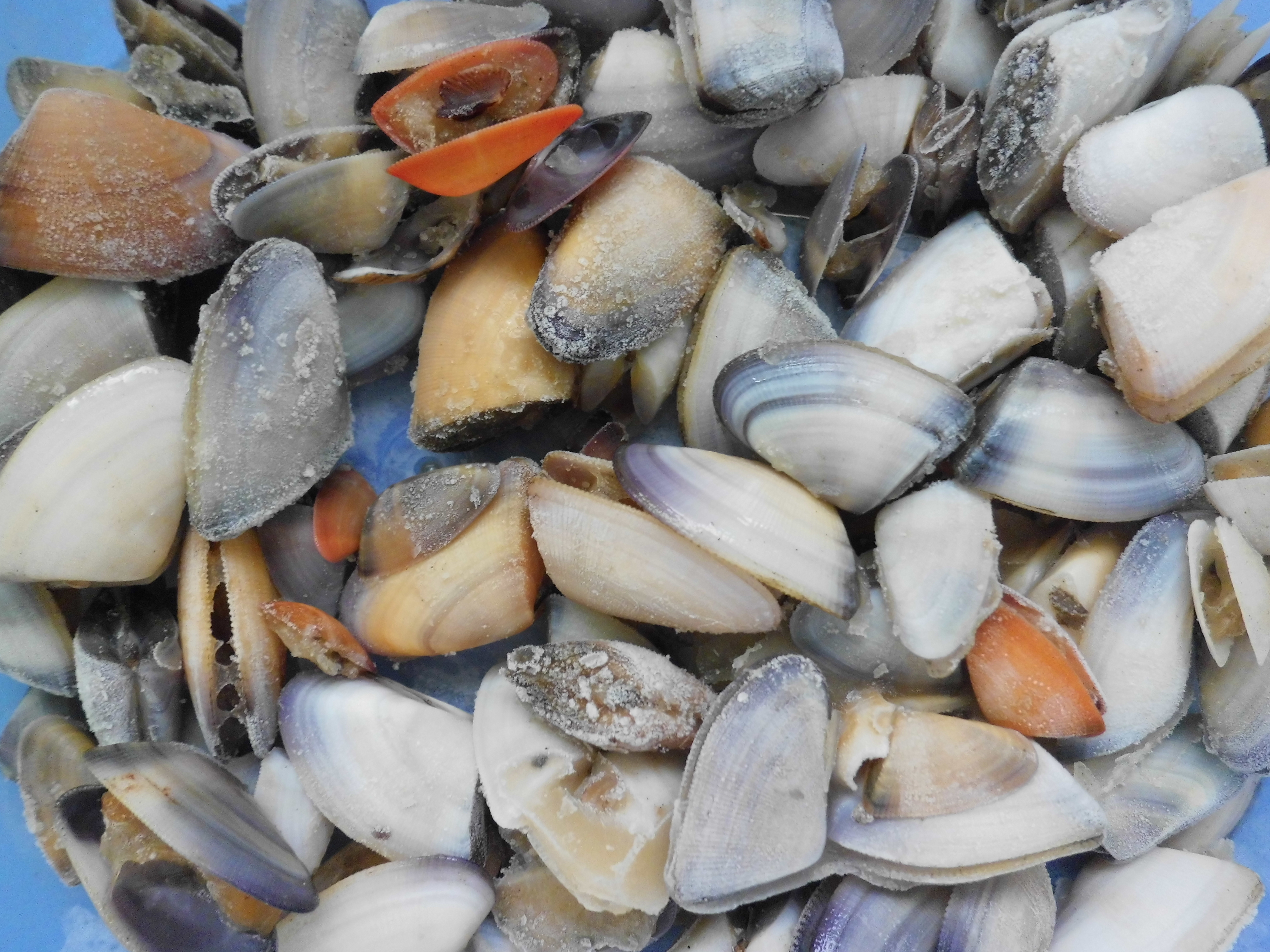
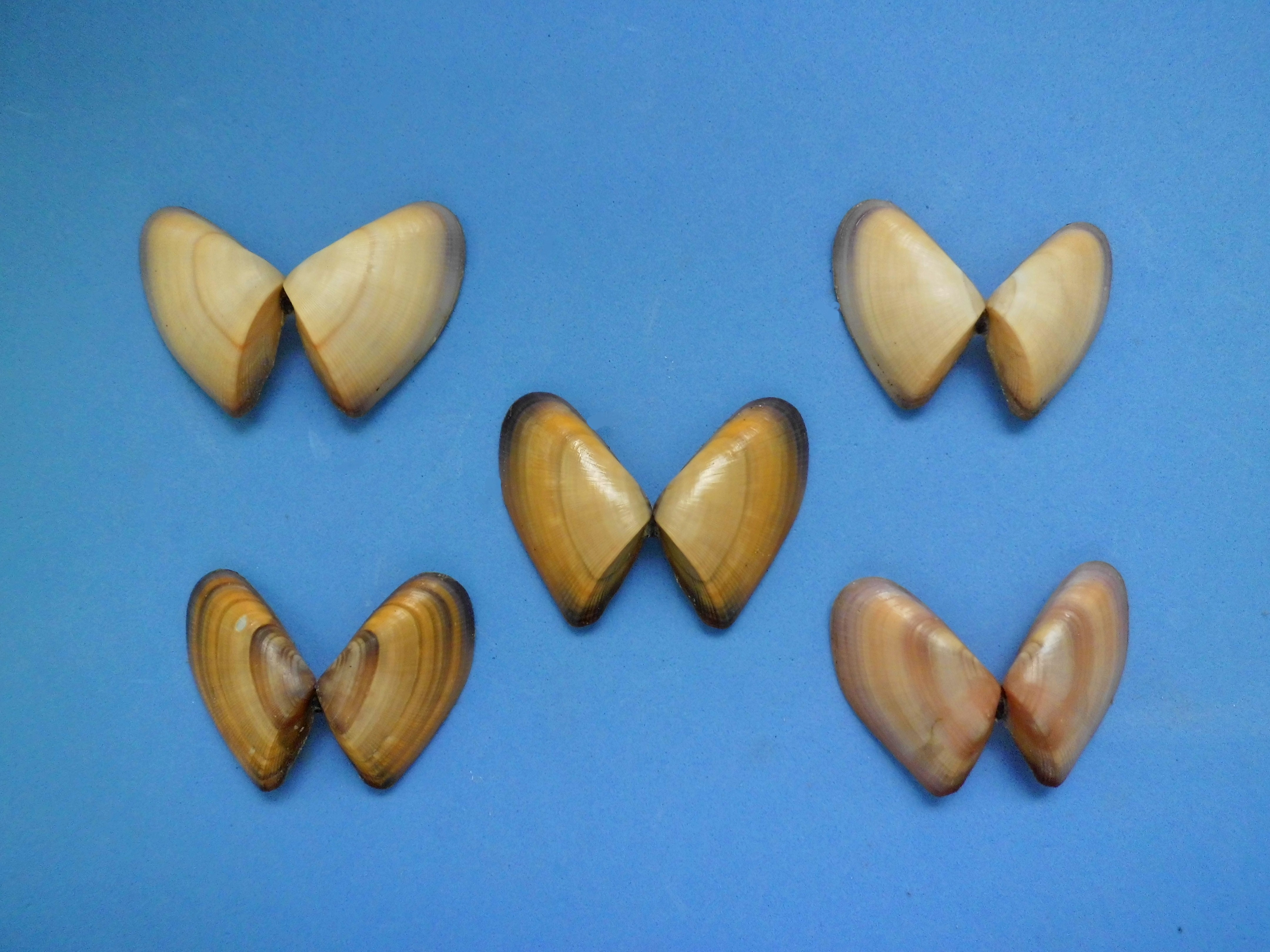
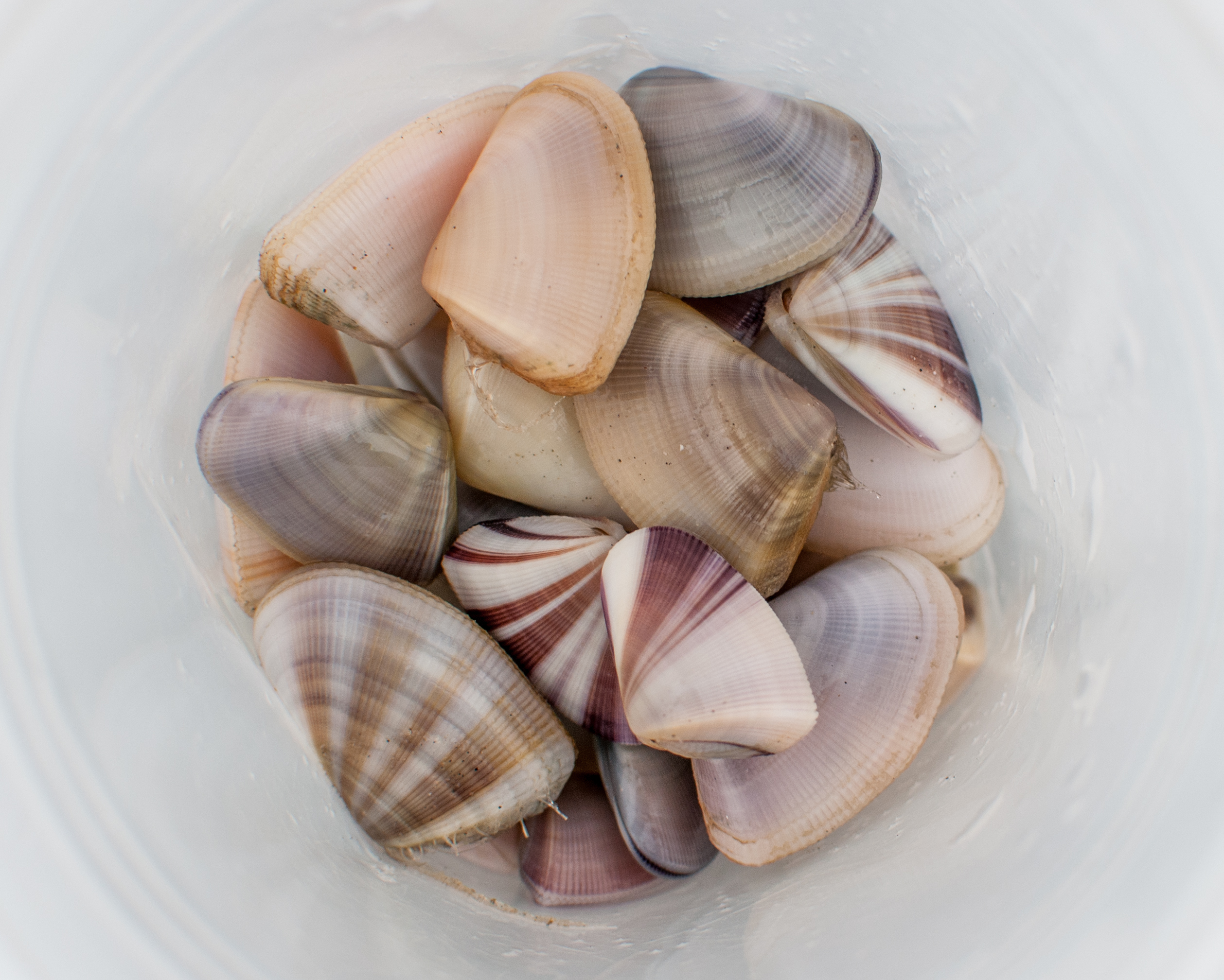
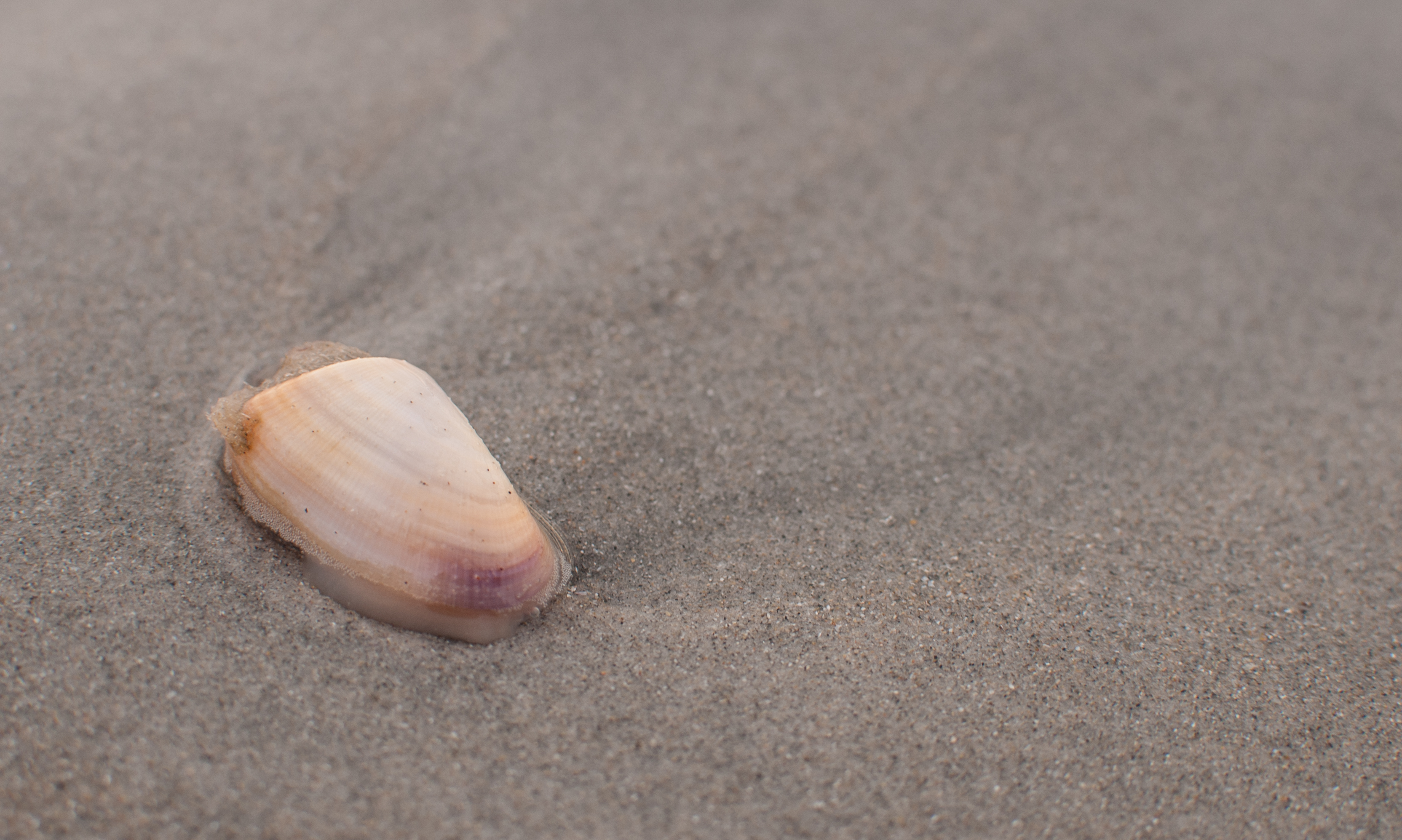